# Никола Цвијетић
Никола Цвијетић (Лукавац, код Невесиња, 19. април 1913 — Сарајево, 24. мај 1991) био је учесник Народноослободилачке борбе, друштвено-политички радник СР Босне и Херцеговине и народни херој Југославије.

## Биографија
Рођен је 1913. године у Лукавцу код Невесиња, у сиромашној сељачкој породици. Због сиромаштва није могао да се школује. Одмах после завршене основне школе отишао је у Мостар, где је радио као трговачки помоћник до 1931. године. Крајем 1931. године, после одслужења кадровског рока, дошао је у Сарајево и запослио се у Фабрици дувана. Био је активан УРС-овим синдикатима и биран за радничког повереника. Године 1939. постао је кандидат, 1940. члан Комунистичке партије Југославије, а затим и секретар партијске ћелије у Фабрици дувана.
Био је мобилисан у пролеће 1941. и до капитулације краљевине Југославије налазио се у својој јединици. Рат га је затекао на албанској граници, одакле се после расула југословенске војске вратио у Сарајево и одмах укључио у рад партијске организације. По задатку КПЈ, у данима који су претходили почетку устанка, послан је у Сјетину где је радио на припремању устанка, а крајем јуна поновно се вратио у Сарајево и укључио у рад партијске организације.
Почетком 1942. године, ухапсила га је усташка полиција. У затвору је наставио политичку активност и формирао актив симпатизера КПЈ. После 45 дана у затвору, пуштен је на слободу захваљујући симпатизерима КПЈ у полицијским редовима. После тога се одмах придружио партизанима. У почетку је био у ударној чети партизанског одреда „Звијезда“, а касније је постављен за помоћника комесара чете у Шестој источнобосанској ударној бригади. Цвијетић је од тада учествовао у многим борбама бригаде и истакао се у већини њих. Приликом прелска Шесте источнобосанске бригаде у Срем преко Босута, био је рањен током борби против Немаца у босутским шумама октобра 1942. године.
У Срему је остао као партијски радник до маја 943. када је отишао у Трећу војвођанску бригаду, из које је упућен за политичког радника у Семберију. Средином октобра 1943. као секретар Окружног комитета КПЈ за Романију, учествовао у борбама Романијског партизанског одреда. До краја рата био је на партијским дужностима као секретар Окружног комитета КПЈ за Романију од септембра 1943. до априла 1944, Власеницу од априла до октобра 1944. и за Посавину и Требаву од октобра 1944. до фебруара 1945. године.
После рата, биран је за посланика Народне скупштине НР Босне и Херцеговине и Савезне народне скупштине у више сазива. Био је и на разним партијским дужностима. Од новембра 1947. био је секретар Окружног комитета КПЈ за Тузлу. Од новембра 1947. био је на дужности у Организационо-политичкој управи Покрајинског комитета КПЈ за Босну и Херцеговину и потпредседник Контролне комисије. Године 1948. изабран је за секретара Градског комитета КПЈ за Сарајево, а од 1951. био је секретар Обласног комитета КПЈ и председник Обласног одбора за Сарајево. Године 1953. изабран је за секретара Среског комитета КПЈ за Сарајево и члана првог Извршног већа Скупштине НР Босне и Херцеговине.
Био је члан Централног комитета Савеза комуниста Босне и Херцеговине, председник Социјално-здравственог већа Скупштине СР Босне и Херцеговине, синдикални функционер, председник Кадровске комисије ЦК СК БиХ, члан Главног одбора Социјалстичког савеза радног народа БиХ, члан Интерпарламентарне уније, члан Савета Републике Босне и Херцеговине и др.
Умро је 24. маја 1991. године у Сарајеву.
Носилац је Партизанске споменице 1941. и више југословенских одликовања. Орденом народног хероја одликован је 27. новембра 1953. године.